# Formação Guará
A Formação Guará é uma formação geológica que abrange uma ampla distribuição geográfica, estendendo-se do oeste do Estado do Paraná até o Uruguai, e pertencendo à Bacia do Paraná. Litologicamente, é uma grande sequência sedimentar constituída por arenitos de grãos finos a conglomeráticos, de origem fluvial e intercalados por depósitos eólicos, com predomínio de cores esbranquiçadas e amareladas. As rochas sedimentares da formação datam do Jurássico Superior, e registram as mudanças ambientais e geotectônicas dos estágios iniciais de separação da porção sudoeste do Gondwana.
A Formação Guará pode alcançar até 120 m de espessura (a espessura média possui cerca de 60 m). É limitada inferiormente pela Formação Sanga do Cabral (Triássico Inferior) e superiormente pela Formação Botucatu (Cretáceo Inferior). É caracterizada pelas variações entre as fácies eólicas e fluviais ao longo de sua extensão: no norte, possui mais arenitos e siltitos de granulação grossa, que representam o produto de um sistema fluvial entrelaçado. Para o sul, as fácies fluviais são gradualmente substituídas pelas eólicas de granulação média a fina. As extensões sul (Uruguai) e oeste (Argentina) da Formação Guará ainda são pouco conhecidas. Estudos sedimentológicos e estratigráficos mais detalhados são necessários para reconstruir adequadamente a paleogeografia regional.

## Dinossauros da Formação Guará
Diferentes grupos de dinossauros são conhecidos na Formação Guará, todos reconhecidos por suas pegadas. Até o momento, não foram encontrados somatofósseis nos afloramentos da formação. Dentre os grupos, estão: Theropoda, Sauropoda, Ornithopoda e Ankylosauria. Devido as rochas da formação serem altamente friáveis, as pegadas fósseis originais, em maioria, já foram totalmente erodidas. O que é visível atualmente são as undertracks (camadas sedimentares inferiores à pegada original, deformadas em sua formação). Assim, muitos detalhes, como marcas de dígitos ou garras, não são observados na maior parte das pegadas.